# Gonzalo Mardones Viviani
Gonzalo Mardones Viviani (Santiago de Chile, 8 de julio de 1955) es un arquitecto chileno.

## Primeros años de vida
Es hijo del arquitecto Gonzalo Mardones Restat y de Graciela Viviani, y sobrino del arquitecto Héctor Mardones. Fue alumno del Saint George's College. Estudió arquitectura en la Pontificia Universidad Católica de Chile donde se tituló con Distinción Máxima. Recibió el Primer Premio en la Bienal de Arquitectura de Chile, al mejor proyecto de título entre las Facultades de Arquitectura del país.

## Trayectoria
Fundó en 1980 la oficina Mardones Arquitectos y Asociados, junto al arquitecto Carlos Mardones Santistevan, sociedad que funcionó hasta el año 2000, cuando funda Gonzalo  Mardones Arquitectos.
Ha sido profesor de taller de diseño arquitectónico y dirigido proyectos de título en las Facultades de Arquitectura de la Pontificia Universidad Católica de Chile, Universidad de Chile, Universidad Central de Chile, Universidad Andrés Bello, Universidad Finis Terrae y Universidad del Desarrollo; además de haber sido profesor invitado y haber dictado charlas en distintas universidades en Chile, como en el extranjero. 
Fue miembro de la Comisión Nacional de Concursos del Colegio de Arquitectos de Chile y redactor junto a Horacio Borgheresi, Mario Recordón y José Tuca del Reglamento Nacional de Concursos de Arquitectura. Su obra ha sido ampliamente publicada en revistas especializadas internacionales, dedicándole cuatro monografías. 
Mardones ha desarrollado obras y proyectos en Chile, Alemania, Perú, Uruguay y Estados Unidos.
Participó entre los años 2010 y 2014 de la Comisión que asesoró al Presidente de la República Sebastián Piñera y al Ministerio de Vivienda y Urbanismo de Chile en la redacción del Plan Nacional de Desarrollo Urbano. 
Fue miembro del Concejo de la Fundación Internacional de Arquitectos y Diseñadores ARCPROSPECT, Chicago, Estados Unidos; del Directorio del GAM Centro Cultural Gabriela Mistral; de la Corporación Cultural de Vitacura; y del Directorio de la Fundación AIS Ayuda a la Iglesia que Sufre, Chile.  Es miembro del Consejo Asesor Nacional de CLAPES UC Centro Latinoamericano de Políticas Económicas y Sociales de la Pontificia Universidad Católica de Chile.

### Distinciones personales
- En 2023 la revista Architectural Digest México incluyó a Mardones dentro de los 100 arquitectos latinoamericanos del año.
- En 2018 recibió el Premio BRICK a la trayectoria en arquitectura, Chile.
- En 2016 fue nombrado Miembro de Honor del American Institute of Architects (Hon. FAIA), Estados Unidos.
- En 2015 fue nombrado miembro de la Orden de los Cruzados Caballeros del Club Deportivo Universidad Católica, Chile.
- En 2013 recibió el Premio Fundación Queveo en el ámbito de la Ciudad Inteligente, Chile.
- En 2012 el KIA Korean Institute of Architects incluyó a Mardones dentro de los 100 arquitectos del año, Korea.
- En 2012 recibió el Premio Best Old Georgian, otorgado por la Asociación de exalumnos del Saint George's College, Chile.
- En 2008 recibió el Premio a la Trayectoria por la Universidad Mayor de San Andrés, Bolivia.
- En 2007 recibió el Premio Artevia Lafarge a la Innovación en el uso del Hormigón Arquitectónico, Chile.
- En 1980 recibió el Premio Alberto Risopatrón otorgado por el Colegio de Arquitectos de Chile.
- En 1980 recibió el Premio Ministerio de Educación otorgado por el Gobierno de Chile.

### Premios a la obra
- En 2024 el Centro Deportivo Lo Barnechea fue ganador del Premio Bercia, Chile.
- En 2022 el Jardín Infantil Bambú fue ganador del Premio Bienal en la Categoría Equipamiento Público, en la 18 Bienal Internacional de Arquitectura de Buenos Aires, Argentina.
- En 2022 el Jardín Infantil Bambú fue ganador del Primer Lugar del Concurso Obras en Madera, organizado por la Corporación Chilena de la Madera, Chile.
- En 2019 el Mausoleo para el presidente Patricio Aylwin fue ganador de los Faith & Form / Interfaith Design Award, Estados Unidos, en la Categoría Paisajismo Sacro.
- En 2019 el Centro Deportivo Lo Barnechea fue ganador del MIPIM AR Future Projects Award, al mejor proyecto deportivo, otorgado por la revista Architectural Review y por MIPIM, Francia.
- En 2018 la Tienda Porcelanosa Grupo en Santiago recibió el Prix Versailles Mundial como mejor exterior de tienda, Francia.
- En 2018 la Tienda Porcelanosa Grupo en Santiago recibió el Prix Versailles Continental como mejor exterior de tienda, Francia.
- En 2017 la Capilla Totihue fue reconocida con el Archmarathon Rethinking Award, Estados Unidos.
- En 2016 obtuvo el Premio Iberoamericano SCA CICOP a la Mejor Intervención que involucren el Patrimonio Edificado, por la Capilla Totihue, otorgado por la Sociedad Central de Arquitectos y el Centro Internacional para la Conservación del Patrimonio, Argentina.
- En 2016 la Capilla Totihue fue ganadora del AR Faith Award, otorgado por la revista Architectural Review, Inglaterra.
- En 2016 la Capilla Totihue fue ganadora de los Faith & Form / IFRAA Awards, Estados Unidos, en la Categoría Nuevas Instalaciones.
- En 2014 el Hotel Hornitos fue premiado en los Americas Property Awards como Mejor Hotel, Nueva York, Estados Unidos.
- En 2013 la Casa Marcelo Ríos fue premiada con el Spark Spaces Gold Award, Nueva York, Estados Unidos.
- En 2012 la Revista AI Architecture of Israel Quarterly premió al Museo Histórico Carabineros de Chile como la tercera mejor obra del año.
- En 2012 la IIDA International Interior Design Association premió al Restaurant Cumarú como el Mejor Diseño Interior de Restaurant del año, Miami, Estados Unidos.
- En 2012 fue ganador de los  Faith & Form / IFRAA Awards, Estados Unidos con el proyecto Memorial 9 en la Categoría Paisajismo Sacro.
- En 2011 el Edificio Miele Gallery Santiago fue reconocido como el mejor edificio de uso mixto de las Américas, recibiendo el premio Americas Property Awards, Londres, Inglaterra.
- En 2009 en la Bienal de Miami, Estados Unidos, la obra Conjunto Residencial El Parque fue galardonada con el Medallón de la Bienal y con la Medalla de Oro en Vivienda Colectiva; el Edificio Tomás fue reconocido con la Medalla de Plata en Vivienda Colectiva y el Taller Gonzalo Mardones con la Medalla de Plata en Interiores.
- En 2007 el Edificio Glamis obtuvo la Medalla de Bronce en Vivienda Colectiva en la Bienal de Miami, Estados Unidos.

### Obras principales
- Colegio Nido de Águilas, Santiago de Chile, 1992.
- Edificio Compañía Chilena de Tabaco, Santiago de Chile, 1994.
- Plan Maestro Museo Interactivo Mirador, 1999.
- Tres Casas en Cachagua, Chile, 2000.
- Embajada de Chile, Berlín, Alemania, 2002.
- Casa RE, Santiago de Chile, 2003.
- Edificio Glamis, Santiago de Chile, 2006.
- 18 Compañía de Bomberos, Santiago de Chile, 2007.
- Museo Histórico Carabineros de Chile, Santiago de Chile, 2010.
- 50 Capillas de Emergencia, Chile, 2010.
- Memorial 9, Santiago de Chile, 2011.
- Miele Gallery, Santiago de Chile, 2011.
- Centro de Formación Técnica Pro Andes, Talcahuano, Chile, 2012.
- Edificio Ignacia, Santiago de Chile, 2012.
- Casa Marcelo Ríos, Santiago de Chile, 2013.
- Hotel CCAF Los Andes, Hornitos, Chile, 2012.
- Casa MO, Zapallar, Chile, 2014.
- Centro de Las Tradiciones Lo Barnechea, Santiago de Chile, 2015.
- Capilla Totihue, Requínoa, Chile, 2016.
- Gimnasio Colegio Saint George, Santiago de Chile, 2017.
- Municipalidad Lo Barnechea, Santiago de Chile, 2017.
- Tienda Porcelanosa Grupo, Santiago de Chile, 2017.
- Mausoleo para el presidente Patricio Aylwin, Santiago de Chile, 2017.
- Memorial UC, Santiago de Chile, 2020.
- Jardín Infantil Bambú, Santiago de Chile, 2021.